# Dedé Anderson
Dedé Anderson de Oliveira Gomes, eller bara Dedé, född 26 maj 1980, är en brasiliansk fotbollsspelare (anfallare) som i mitten av 2000-talet gjorde sig känd som en stor målskytt i flera nordiska lag, där bland allsvenska Kalmar FF.

## Fotbollskarriären

### I Sverige
Dedé slog igenom i svenska Hammarby där han 2003 gjorde 8 mål på sina 13 första matcher i Allsvenskan. Han värvades sedan till seriekonkurrenten och nykomlingen Kalmar FF där hans första år blev både upp och ner. Han var i sina bästa stunder Kalmars bästa spelare, men hans ojämnhet och i vissa stunder heta temperament (med bland annat en flera matcher lång avstängning efter att ha skallat AIK:s Stefan Ishizaki) gjorde att betyget för brassen dalade en aning. Men med 10 mål på 19 matcher såg ändå klubben vilken kapacitet Anderson besatt.
Till säsongen 2005 återvände dock en efter semester i hemlandet överviktig Dedé till Kalmar och speltiden blev denna andra säsong, också tack vare skador han ådrog sig, måttlig. Under de sista matcherna av serien under hösten kunde den gamle Dedé åter skönjas då han kommit i någorlunda form. Men då han senare på hösten inte dykt upp för spel i Royal League, till vilket klubben via sin 3:e plats i serien kvalificerat sig, valde Kalmar att lösa brassen från hans kontrakt.

### Till Norge och fortsatta problem
Säsongen 2006 spelade Dedé i norska Ålesunds FK och gjorde det väl med ett facit på 13 mål på 14 matcher. Året därpå återvände han dock inte till klubben efter en resa till hemlandet över vintern; i efterhand hävdande att hans mor varit svårt sjuk. Bråk uppstod då Ålesund inte godtog frånvaron och konflikten var så sent som i december 2008 inte löst, då Dedé oväntat åter dök upp i Norge efter en två år lång semester; han ville nu fullfölja sitt kontrakt. Men i mars 2009 löste klubben spelaren från hans åtagande. Dedés återkomst till Norge hade präglats av skador och han lyckades aldrig komma i tillräckligt bra form för att klara av att spela en match.
Efter proffskarriären avslutats fortsatte Dede att spela fotboll på lägre nivå i Brasilien samtidigt som han arbetade som taxichaufför och målare.